# Litchfield (Québec)
Pour les articles homonymes, voir Litchfield.
Litchfield est une municipalité de village du Québec, située dans la municipalité régionale de comté de Pontiac et dans la région administrative de l'Outaouais.

## Histoire
« Établie en 1845 par suite de la division de la municipalité de Clarendon, Litchfield sera abolie l'année suivante et verra son territoire rattaché à la municipalité du comté d'Ottawa. Elle sera finalement rétablie en 1855. »

## Démographie

### Population
| 1991 | 1996 | 2001 | 2006 | 2011 | 2016 |
| ---- | ---- | ---- | ---- | ---- | ---- |
| 493  | 484  | 509  | 483  | 456  | 459  |

### Langue
- Anglais première langue : 67 %
- Français première langue : 27 %
- Bilingues : 6 %

## Administration
Les élections municipales se font en bloc pour le maire et les six conseillers.
| Litchfield Maires depuis 2001                                                                                        |                   |         |          |
| Élection | Maire             | Qualité | Résultat |
| 2001 | Michael McCrank   |         | Voir     |
| 2005 | Michael McCrank   | Voir    |          |
| 2009 | Michael McCrank   | Voir    |          |
| 2013 | Colleen Larivière |         | Voir     |
| 2017 | Colleen Larivière | Voir    |          |
| 2021 | Colleen Larivière | Voir    |          |
| Élection partielle en italique Depuis 2005, les élections sont simultanées dans toutes les municipalités québécoises |                   |         |          |